# Chorebus deione
Chorebus deione är en stekelart som först beskrevs av Nixon 1944.  Chorebus deione ingår i släktet Chorebus och familjen bracksteklar. Arten är reproducerande i Sverige. Inga underarter finns listade i Catalogue of Life.